# Ngawang Dragpa
Ngawang Dragpa aussi écrit Ngawang Dakpa et Ngawang Dhakpa (tibétain : ངག་དབང་གྲགས་པ, Wylie : ngag dbang grags pa), né à Chamdo en 1964 est un peintre tibétain.

## Biographie
Né à Chamdo en 1964, Ngawang Dragpa est diplômé de la faculté des beaux-arts de l'université du Tibet. Deux de ses toiles, Ming med (Sans Nom) et Zla ba dkar po dar lcog dmar po (Lune Blanche, Bannières Rouges), ont été remarqués par des critiques occidentaux pour leur présence maussade. Jamyang Norbu le décrit comme « un jeune peintre khampa dont ... on dit qu'il un admirateur du muraliste mexicain Diego Rivera »,,.
En 1996, il peint, avec Yu Xiaodong (徐晓东) et Han Shuli, « Jinpin che qian » (金瓶掣签, jīnpíng chè qiān, « Tirer un billet de l'urne d'or »), où il représente le tirage de l'urne d'or, à laquelle a participé Bomi Rinpoché, et où Gyaincain Norbu a été désigné. Le tableau retranscrit en peinture une procédure mise en place par l'empereur mandchou Qianlong en 1792, pour choisir le panchen lama. Ainsi, selon les mots du tibétologue Ronald Schwartz, « cet événement inventé et forcé prend l'apparence de quelque chose de solide et de sûr. ».